# Donaustadion
Le Donaustadion (en français Stade du Danube) est un stade multifonction situé à Ulm, en Allemagne, sur la rive ouest du fleuve dont il porte le nom. Il compte aujourd'hui 19 500 places, dont 4 280 assises et 15 220 debout. Il est principalement utilisé pour accueillir les matchs à domicile du SSV Ulm 1846 Fußball, qui évolue en deuxième division allemande pour la saison 2024-2025.
Ce fut le premier stade de football professionnel allemand à interdire entièrement aux spectateurs de fumer.
En plus des matchs du SSV Ulm, le stade a accueilli au XXIe siècle plusieurs matchs internationaux :
| Date            | Compétition              | Équipe 1     | Équipe 2       | Résultat |
| --------------- | ------------------------ | ------------ | -------------- | -------- |
| 7 juin 2006     | Match amical             | Australie    | Liechtenstein  | 3 - 1    |
| 12 juillet 2016 | Euro U19 2016 - Groupe B | Croatie U19  | Pays-Bas U19   | 1 - 3    |
| 15 juillet 2016 | Euro U19 2016 - Groupe B | Pays-Bas U19 | Angleterre U19 | 1 - 2    |

| Date             | Compétition                             | Équipe 1  | Équipe 2 | Résultat    |
| ---------------- | --------------------------------------- | --------- | -------- | ----------- |
| 8 mars 2001      | Match amical                            | Allemagne | Chine    | 2 - 4       |
| 4 juillet 2001   | Euro 2001 - Demi-finale                 | Allemagne | Norvège  | 1 - 0       |
| 4 juillet 2001   | Euro 2001 - Demi-finale                 | Danemark  | Suède    | 0 - 1       |
| 7 juillet 2001   | Euro 2001 - Finale                      | Allemagne | Suède    | 1 - 0 a. p. |
| 17 octobre 2002  | Match amical                            | Allemagne | Danemark | 2 - 0       |
| 12 novembre 2005 | Éliminatoires de la Coupe du monde 2007 | Allemagne | Suisse   | 4 - 0       |